# Fuentes de Ebro
Fuentes de Ebro è un comune spagnolo di 3 887 abitanti situato nella comunità autonoma dell'Aragona.